# Păuleștii Noi
Păuleștii Noi – wieś w Rumunii, w okręgu Prahova, w gminie Păulești. W 2011 roku liczyła 428 mieszkańców.